# Maria Oriana Galli da Bibbiena
Maria Oriana Galli da Bibbiena (Bologna, 1656 – Bologna, 1749) è stata una pittrice italiana, appartenente alla famiglia di artisti di origine toscana dei Galli da Bibbiena.

## Biografia
Pittrice italiana del periodo barocco, figlia del pittore toscano Giovanni Maria Galli da Bibbiena, Maria Oriana nacque a Bologna nel 1656, luogo di maggiore attività del padre.
Rinomata come ritrattista e per i dipinti storici, studiò presso i pittori Carlo Cignani e Marcantonio Franceschini, che a sua volta si era formato nella bottega di Giovanni Maria Galli da Bibbiena.
Maria Oriana Galli da Bibbiena sposò il pittore paesaggista Gioacchino Pizzoli (1661-1731) e diedero alla luce un figlio, Domenico (1687-1720), il quale seguì le orme paterne e materne.
Le prime informazioni biografiche sulla pittrice risalgono all'Aggiunta di Antonio Masini del 1690.
Caduta nell'oblio, sono poche le sue opere esistenti.
Di lei è nota una tavola d'altare della Santissima Trinità con Santi conservata a Fossombrone.
Maria morì nel 1749 a Bologna all'età di 93 anni, sopravvivendo al figlio e al più celebre fratello, Ferdinando Galli da Bibbiena.